# Johnwalkita
La johnwalkita és un mineral de la classe dels fosfats. Rep el seu nom dels preparadors de minerals del Museu Nacional d'Història Natural dels Estats Units. Richard JOHNson (1936-1998) i Frank WALKup (1943-1993).

## Característiques
La johnwalkita és un fosfat de fórmula química K(Mn2+,Fe2+,Fe3+)₂(Nb5+,Ta5+)(PO₄)₂O₂·2(H₂O,OH). Cristal·litza en el sistema ortoròmbic. La seva duresa a l'escala de Mohs és 4. És l'anàleg amb manganès de l'olmsteadita.
Segons la classificació de Nickel-Strunz, la johnwalkita pertany a «08.DJ: Fosfats, etc, amb cations de mida mitjana i gran, (OH, etc.):RO₄ = 1:1» juntament amb els següents minerals: olmsteadita, gatumbaïta, camgasita, fosfofibrita, meurigita-K, meurigita-Na, jungita, wycheproofita, ercitita, mrazekita i attikaïta.

## Formació i jaciments
Va ser descoberta l'any 1985 a la mina Champion, a Keystone, al comtat de Pennington (Dakota del Sud, Estats Units), l'únic indret on ha estat trobada.